# Rosalie Bradford
Rosalie Bradford (27. august 1943 – 29. november 2006 i et hospital i Lakeland i nærheden af hendes hjem i Auburndale, Florida). Hun blev 63 år gammel, og efterlod sig manden Robert Bradford og sønnen Robbie. Det var en amerikansk kvinde, der har rekorden som verdens tungeste kvinde nogensinde. Hun vejede i januar 1987 635 kg. I en alder af 14 vejede hun 92 kg og da hun var 15 vejede hun 140 kg. 
Da hun blev klar over alvoren, begyndte hun at tabe sig blot ved at klappe i hænderne. Fem år efter havde hun tabt ca. 6 menneskers vægt og lavet en ny rekord med største vægttab for en kvinde.